# Estameña (tejido)
La estameña, tradicionalmente, era una especie de tejido, de lana, sencillo y ordinario (del latín staminea, de estambre, por ser de estambre, la urdimbre y trama de esta tela). También se conoce como «tejido de lana o estambre».
En la actualidad, la estameña o etamina (del francés, étamine) es un tejido poco tupido de hilos gruesos, con aspecto rústico, como si estuviera trabajado de forma artesanal. Sin embargo, presenta un tacto rígido propio de las telas con «cuerpo» debido a la alta torsión de las fibras que lo componen.
Es una tela resistente y duradera que se utiliza para la confección de ropa informal en la temporada primavera-verano, si es de algodón 100 % o mezcla de algodón. Las estameñas de lana o mezcla de lana, que pueden ser jaspeadas, y las de mezcla de poliéster y rayón sirven para sastrería y ropa de oficina.

## La estameña en la literatura
..sus estameñas, sus paños vastos y sayalos, ..todos se fabrican en Asturias (Jovellanos)
Cumpliendo de esposa y madre
Obligaciones estrechas
Puedo ser tan virtuosa
Como tú con la correa
Tu escapulario, tus tocas
Y tus faldas de estameña
(Leandro Fernández de Moratín)
En las siguientes obras aparece la palabra estameña:
- Cabeza de Vaca, Leonor.-Carta de Leonor Cabeza de Vaca a Diego de Sarmiento Acuña, 1612, (Le pides unas varas de estameña de Segovia,..)
- Gondomar, Constanza de Acuña, Condesa de.-Memoria para Pedro García, Dovalle, 1596, (Relación de objetos que se han de comprar: una pieza de griñones, peines, miel cruda, paños, estameña, un hábito de la Trinidad,..)

También se encuentra en un poeta del siglo XX, como es Antonio Machado, que la emplea en su poema Las encinas:
Ya sé, encinas 
campesinas, 
. . .
que os asordan escopetas 
de cazadores reales; 
mas sois el campo y el lar 
y la sombra tutelar 
de los buenos aldeanos 
que visten parda estameña, 
y que cortan vuestra leña 
con sus manos.
En Del Arte culinaria de Maestro  Martino da Como es mencionada como sinónimo de colador.
Aparece también en el libro "El amor en los tiempos del cólera" de Gabriel García Márquez. Cuando Fermina Daza se encuentra en el buque con Florentino Ariza, el fragmento dice:
"Estuvo lista a las once, nada y olorosa a jabón de flores, con un traje de viuda muy sencillo de etamina"